# Astracán
Astracán (auch: Astracanada) ist eine Unterform der Komödie, die sich in Spanien während des ersten Drittels des 20. Jahrhunderts großer Beliebtheit erfreute.
Als komisches Genre legt es der Astracán darauf an, das Publikum um jeden Preis zum Lachen zu bringen. Handlung und Personendarstellungen sind im Stil des Witzes gestaltet, Scherzartikel, Wortspiele und Sprachverdrehungen finden Verwendung.
Die nach 1900 eingeführte Bezeichnung stand zunächst für derben Witz oder Kalauer im komischen Theater der Zeit, dann allgemein für die populäre Komödie mit zwielichtigen Situationen im Stile von Pedro Muñoz Seca (1881–1936) oder Enrique García Álvarez (1873–1931). Das von beiden Autoren gemeinsam verfasste Stück El último bravo hat anlässlich seiner Uraufführung 1917 zu einer Polemik unter den Kritikern geführt, aus der eine heilsame Debatte über den Zustand des spanischen Theaters hervorgehen sollte.
Ein weiteres Beispiel ist Pedro Muñoz Secas Stück La venganza de Don Mendo, das von Fernando Fernán Gómez verfilmt wurde.